# Каплин, Александр Александрович
Александр Александрович Каплин (27 сентября 1913) — советский инженер-строитель, лауреат Ленинской премии.

## Биография
Окончил Уральский политехнический институт имени Кирова (1938).
- 1938—1939 — начальник технического монтажного участка Урало-Сибирской конторы (Свердловск);
- 1939—1948 — на стройках в системе Главстальконструкции (Новосибирск, Нижний Тагил, Барнаул, Кемерово, Новокузнецк, Челябинск);
- 1948—1966 — первый управляющий трестом «Уралстальконструкция»;
- с 1966 г. начальник Главстальконструкции Минмонтажспецстроя СССР.

## Награды и звания
В 1959 г. удостоен Ленинской премии за коренные усовершенствования методов строительства доменных печей в СССР.
Заслуженный строитель РСФСР (1962). Награждён орденами Трудового Красного Знамени (1958), «Знак Почёта» (1948), медалями.